# Helogyne straminea
Helogyne straminea là một loài thực vật có hoa trong họ Cúc. Loài này được (DC.) B.L.Rob. mô tả khoa học đầu tiên năm 1919.